# ميراتا أويسييدو
كانت ماريا أوستاليت فيسيدو، المعروفة فنيًا باسم مايراتا أوسويدو (سرقسطة، 21 فبراير 1929 - مدريد، 16 مايو 1998)، ممثلة إسبانية.

## سيرة
انتقلت في أواخر الأربعينيات إلى مدريد، حيث اكتشفها لويس إسكوبار الذي أخرج لها فيلمها الأول "لا أونراديز دي لا سيرادورا" (1950) إلى جانب فرانسيسكو رابال.
ظهرت لأول مرة على خشبة المسرح عام 1950 في مسرحية بلازا دي أورينتي للمخرج خواكين كالفو سوتيلو، والتي قدمتها في مسرح ماريا غيريرو في مدريد. وظلت ممثلة منتظمة في المسرح حتى عام 1957. وبعد ذلك بوقت قصير انتقلت إلى إيطاليا، حيث واصلت مسيرتها المهنية كممثلة مسرحية لمدة سبع سنوات. ولدى عودتها إلى إسبانيا، جمعت بين مسيرتها المهنية في التمثيل والتوغل في عالم الغناء، كما قدمت عروضاً في المكسيك.
تطورت مسيرتها المهنية بشكل رئيسي في المسرح والتلفزيون، وفي الستينات والسبعينات أصبحت وجهاً منتظماً في البرامج الدرامية التي تبثها التلفزيون الإسباني، مثل استوديو ١ و نوبيلا و بريميرا فيلا. كما ظهرت أيضًا في أفلام من بينها فيلم "الكراك" (1981) لخوسيه لويس غارسي وفيلم "تاكونيس ليجانوس" (1991) لبيدرو ألمودوفار.
كانت من أشد المعجبين بالرسم، وأتيحت لها الفرصة لعرض أعمالها في عدة مناسبات. وفي سنواتها الأخيرة، اهتمت أيضًا بالأدب، حيث نشرت كتاب شيكو لا يعرف كيف يكون بيرو (1993)، واستورياس بريفيسيماس إي قاسي  (1996) وأونا تازا دي تيه إن مي جاردين (1996).  

## المسرحيات التي تم تقديمها (مختارة)
- قصص بيت (1949)، بقلم خواكين كالفو سوتيلو .
- في الظلام الحارق (1950)، بقلم أنطونيو بويرو فاليجو .
- التقويم الذي فقد سبعة أيام (1950)، بقلم إنريكي سواريز دي ديزا .
- البكالوريوس المجيد (1960)، بقلم خواكين كالفو سوتيلو . [2]
- حكم الإعدام (1960)، بقلم ألفونسو باسو . [3]
- الافتراء (1961)، بقلم ليليان هيلمان .
- صدر السردين (1963)، بقلم لاورو أولمو .
- سبع صرخات في البحر (1968)، بقلم أليخاندرو كاسونا .
- الخادمات (1969)، من تأليف جان جينيه ، بالاشتراك مع نوريا إسبيرت وجولييتا سيرانو .
- تانجو (1970)، بقلم سلاومير مروزيك .
- أندورا (1971)، بقلم ماكس فريش . [4]
- سالومي (1978)، من إخراج أوسكار وايلد ، في دور هيرودس ، وإخراج ليندسي كيمب.
- فودفيل الوردة الشاحبة الشاحبة (1981) من تأليف روميرو استيو.
- دوروثيا (1983) للمخرج لوبي دي فيغا .
- الهبوط الأخير (1987) للمخرج فرناندو سافاتير .
- أنتيجون داخل الجدران (1988).
- الكلمة الثالثة (1992) بقلم أليخاندرو كاسونا.
- أبناء الإله الأصغر.

## فيلموغرافيا (أفلامها)
| - لعبة الرسائل الخفية (1992) - امرأة تحت المطر (1992) - الكعب البعيد (1991) - الفتاة في حمام السباحة (1987) - فيرتر (1986) - خنفساء (1983) - كراك (1981) - ثلاثة في صف واحد (1979) - حرارة اللهب, (1976) - الالتماس (1976) - الفتاة الشابة المتزوجة (1975) - القاتل ليس وحده (1975) - العودة الطويلة (1975) | - الساق المتنامية، التنورة المتقلصة (1970) - حديقة المسرات (1970) - الحياة تستمر على حالها (1969) - مدام آرثر (1967) - خافيير وغزاة الفضاء (1967) - عملية السكرتير, (1966) - لولا، المرآة المظلمة (1966) - لعبة الحقيقة (1963) - الضعفاء اقتصادياً (1960) - ثلاثي السيدات (1960) - نداء أفريقيا (1952) - أمانة القفل (1950) |

## المسيرة المهنية في التلفزيون
```
الحياة والسانيتي
 (
1998
)
```

- كيتي لا تتوقف
  - العودة إلى بورغوس (9 نوفمبر 1997)
- كارمن وعائلتها
  - جنوب القلب (15 أبريل 1996)
  - نرى العديد من الصابون (22 أبريل 1996)
  - فتاة تجد فتى (29 أبريل 1966)
  - أعطني قبلة تستمر لمدة أسبوع (6 مايو 1996)
  - حبنا مثل البرق (أميو 13، 1996)
  - تشوف في سانتياغو (20 مايو 1996)
- الكنغر
  - الوهم الذهبي (1 يناير 1994)
- بصمة الجريمة
  - جريمة دون بينيتو (1991)
- الكوميديا الموسيقية الإسبانية
  - النسر الناري (8 أكتوبر 1985)
  - شهر العسل في القاهرة (29 أكتوبر 1985)
- الكوميديا
  - رقصة اللصوص (20 ديسمبر 1983)
  - الفضيلة السهلة (29 نوفمبر 1983)
- ليه شيفو دو سوليه
  - لا فيتي- أكتوبر 1860 (29 أكتوبر 1980)
- مسرح قصير
  - حديد الماركيز (17 يناير 1980)
  - الرداء الأحمر الصغير والآخر (10 مايو 1981)
- مسرح الاستوديو
  - الموسيقى في الليل (30 أبريل 1977)
  - ساحة بيركلي (24 أكتوبر 1977)
- كورو خيمينيز
  - غياب طويل (29 ديسمبر 1976)
- حكايات وأساطير
  - معاقبة البراءة (26 ديسمبر 1975)
- المارقة  (1974)
  - الفصل 13: حيث ينتهي كل شيء إذا كان لشيء ما نهاية في الحياة
- ليلة المسرح
  - ست شخصيات تبحث عن مؤلف (19 أبريل 1974)
  - ريناتا موبرين (30 أغسطس 1974)
  - محامي الشيطان (13 سبتمبر 1974)
- أحد عشر ساعة
  - خطأ مزدوج (28 يناير 1974)
- خيالات
  - الخوف (1972)
  - العقيق (7 أبريل 1973)
  - أدوار أسبيرن (11 أغسطس 1973)
- تَوَقُّف
  - العودة (11 سبتمبر 1972)
- من خلال الضباب
  - المرآة الصينية (15 نوفمبر 1971)
  - رحلة غريبة (13 ديسمبر 1971)
- الجائزة
  - الملحمة (2 ديسمبر 1968)
- الخرافات
  - الأسد المهزوم من قبل الإنسان (12 مارس 1968)
- المسرح دائما
  - روميو وجولييت (22 ديسمبر 1967)
  - بيت الدمية (5 يناير 1968)
  - حوارات الكرمل (16 مايو 1968)
  - أسموديو (15 يناير 1969)
  - ملك أوديب (22 يناير 1969)
  - حديقة شجرة الكرز (27 مايو 1969)
  - في انتظار غودو (30 أكتوبر 1969)
  - أنتيجون (24 سبتمبر 1970)
  - الآنسة دي لوينزورن (28 أبريل 1971)
  - مدام فيمياني (27 نوفمبر 1972)
- قصص لعدم النوم
  - الرافي (17 نوفمبر 1967)
  - عملية الزرع (15 مارس 1968)
- اثنا عشر قصة وكابوس
  - الفتاة الخشبية (12 أغسطس 1967)
- دراسة 1
  - يوليوس قيصر (24 نوفمبر 1965)
  - لحظة حياتك (21 سبتمبر 1966)
  - أمير هومبورغ (5 أبريل 1967)
  - هنري الرابع (24 أكتوبر 1967)
  - ماجدة (30 يناير 1968)
  - الموسيقى في الليل (7 مايو 1968)
  - الموسيقى في المدينة (11 مايو 1968)
  - امرأة غير مهمة (20 أغسطس 1968)
  - عائلة بليس الساحرة (3 ديسمبر 1968)
  - حديقة شجرة الكرز (27 مايو 1969)
  - توفاريتش (18 ديسمبر 1970)
  - القبرة (29 يناير 1971)
  - سينيكا (2 يوليو 1971)
  - ديزي ميلر (23 مارس 1972)
  - السعادة الزوجية (5 مايو 1972)
  - ساحة بيركلي (24 أكتوبر 1972)
  - يبلغ من العمر عشرون عاما (17 نوفمبر 1972)
  - الدلافين (8 مارس 1974)
  - سيمفونية غير مكتملة (9 مايو 1979)
  - جار الداخلية الثالثة (2 ديسمبر 1979)
  - قوة الظلام (2 نوفمبر 1980)
  - الأب (15 يوليو 1981)
- رِواية
  - الجدار الزجاجي (11 أكتوبر 1965)
  - العازب (10 يناير 1966)
  - سيدن الثاني (11 يناير 1966)
  - العانس الثالث (12 يناير 1966)
  - سيدر الرابع (13 يناير 1966)
  - جنون دون خوان (21 فبراير 1966)
  - اللهب والرماد (28 مارس 1966)
  - أدريانا (22 أغسطس 1966)
  - أغيلوتشو (28 نوفمبر 1966)
  - أوراق أسبيرن (2 يناير 1967)
  - هناك شخص ما في الخارج (16 سبتمبر 1968)
  - يوجينيا دي مونتيجو (2 مارس 1970)
  - يوجينيا دي مونتيجو الثاني (3 مارس 1970)
  - يوجينيا دي مونتيجو الثالث (4 مارس 1970)
  - يوجينيا دي مونتيخو الرابع (5 مارس 1970)
  - جزيرة باراتاريا (28 سبتمبر 1970)
  - جيرومين (21 سبتمبر 1971)
  - ملكة جمال سكودرل (11 أكتوبر 1971)
  - ماروجا (24 يناير 1972)
  - الإقناع (14 فبراير 1972)
  - الإقناع الثاني (16 فبراير 1972)
  - الإقناع الخامس (19 فبراير 1972)
  - الإقناع السابع (22 فبراير 1972))
  - الإقناع الثامن (23 فبراير 1972)
  - شيرلي (28 فبراير 1972)
  - شيرلي الثاني (29 فبراير 1972)
  - شيرلي الثالثة (1 مارس 1972)
  - شيرلي الرابعة (3 مارس 1972)
  - شيرلي الخامس (4 مارس 1972)
  - نيكلبي (10 أبريل 1972)
  - إذلال وإهانة (2 يناير 1973)
  - معرض الغرور السادس والعشرون (28 مايو 1973)
  - من جلد الشيطان (2 يوليو 1973)
  - أقل من لا شيء (17 سبتمبر 1973)
  - سعادة روتنبورغ (19 نوفمبر 1973)
  - الأحمق الثاني (26 أكتوبر 1976)
  - الأحمق السادس (2 نوفمبر 1976)
  - الأحمق السابع (3 نوفمبر 1976)
  - الأحمق الثامن (4 نوفمبر 1976)
  - الأحمق التاسع (5 نوفمبر 1976)
  - الأحمق الحادي عشر (8 نوفمبر 1976)
  - الأحمق الرابع عشر (11 نوفمبر 1976)
  - الأحمق الخامس عشر (12 نوفمبر 1976)
  - الأحمق السادس عشر (15 نوفمبر 1976)
  - الأحمق الثامن عشر (17 نوفمبر 1976)
  - الأحمق التاسع عشر (18 نوفمبر 1976)
  - الأحمق العشرون (19 نوفمبر 1976)
  - مسرح صغير (7 مارس 1977)
- ماكسيميليان وكارلوتا
  - الحلقة 1 (1965)
  - الحلقة 2 (1965)
  - الحلقة 3 (1965)
- دراسة 3
  - قصة حارس شعر (24 أبريل 1965)

## روابط خارجي
- Mayrata O'Wisiedo en Internet Movie Database (en inglés).
- https://www.rtve.es/play/

1. ↑  Internet Movie Database (بالإنجليزية), QID:Q37312
2. ↑  Diario ABC، المحرر (22 de octubre de 1960). "En el Lara se estrenó "El glorioso soltero", de Calvo Sotelo". اطلع عليه بتاريخ 28 de abril de 2011. {{استشهاد ويب}}: تحقق من التاريخ في: |تاريخ-الوصول= و|تاريخ= (مساعدة)
3. ↑  Diario ABC، المحرر (8 de diciembre de 1960). "Estreno de Sentencia de muerte, de Alfonso Paso, en el Lara". اطلع عليه بتاريخ 21 de febrero de 2012. {{استشهاد ويب}}: تحقق من التاريخ في: |تاريخ-الوصول= و|تاريخ= (مساعدة)
4. ↑  Diario ABC، المحرر (16 de diciembre de 1971). "Andorra, de Max Frisch". اطلع عليه بتاريخ 25 de octubre de 2011. {{استشهاد ويب}}: تحقق من التاريخ في: |تاريخ-الوصول= و|تاريخ= (مساعدة)